# Brandi Carlile
Brandi Carlile (ur. 1 czerwca 1981 w Ravensdale k. Seattle w stanie Waszyngton) – amerykańska piosenkarka, autorka tekstów i piosenek.
Jej twórczość muzyczna przekracza przyjęte ogólnie granice gatunkowe, zawierając jednocześnie rozmaite elementy popu, rocku (szczególnie elementy perkusyjne, sygnaturki gitary basowej, czy wiodącej, wzmocnionej), alternative country, muzyki popularnej typu nagrywanego w środowisku indie oraz tradycyjnego amerykańskiego folku.

## Rys biograficzny

### Dzieciństwo
Wychowana na niepozornym przedmieściu Seattle, w wieku 8 lat, Carlile wykonała przebój z klasycznego repertuaru country pt."Tennessee Flat Top Box", śpiewając do taktu wraz z mamą, także piosenkarką. W wieku lat 15 zaczęła grywać na gitarze oraz komponować melodie, pisywać teksty. Już rok później zaczęła śpiewać na estradzie czy w okolicznych klubach partie głosowe (wokal harmonijny) w ramach występów okolicznego muzycznego sobowtóra Elvisa Presleya.

### Młodość
Przed podpisaniem kontraktu z dużą wytwórnią płytową, Brandi Carlile i bracia bliźniacy Tim i Phil Hanseroth, wykonywali jako tercet muzyczny koncerty w okolicznych klubach i restauracjach Seattle m.in. w The Crocodile, Tractor Tavern czy The Paragon. Carlile zaczęła, jak to jest przyjęte w biznesie muzycznym "indie", podręczną sprzedaż kopii swojej własnej produkcji nagrania właśnie w klubach, kameralnie, przy stoliku, tuż po występach. A zwróciła na siebie uwagę megabiznesu muzycznego z Kalifornii tylko dzięki wstawieniu się na jej rzecz wpływowego muzyka Dave Matthews, który to po raz pierwszy usłyszał ją koncertującą w 2003, na estradzie Sasquatch! Music Festival, nazwanego na cześć regionalnego rzekomego leśnego człowiekopodobnego-olbrzyma, Sasquatcha, czyli w tłumaczeniu ang. "Bigfoot", Wielkiej Stopy.
Toteż wytwórnia Columbia Records podpisała z nią kontrakt w 2004, przede wszystkim po wysłuchaniu jej domowych nagrań. W 2005 zadebiutowała komercyjnie albumem Brandi Carlile. Po tym wydarzeniu koncertowała nonstop z braćmi Hanseroth przez dwa lata. W międzyczasie muzycy skompletowali nową płytę pt. The Story
W 2005 czasopismo Rolling Stone pokazało Brandi Carlile na swojej okładce wśród wybranego grona "10 Artists to Watch in 2005". Pod koniec 2008, artystka już koncertowała jako atrakcja główna, m.in. wraz z piosenkarkami, grupami i piosenkarzami: Ray LaMontagne, Johnny Lang, Hanson, Indigo Girls, The Fray, Chris Isaak, Tori Amos, oraz piosenkarką Shawn Colvin.
Jej drugi album dla Columbia Records, pt. The Story, ukazał się w kwietniu 2007. Jego producentem muzycznym był bluesman T Bone Burnett. W ramach utworu "Cannonball" do usłyszenia są tu muzyczne kontrybucje obu Indigo Girls.
Nagranie to, pozbawione przetwarzających cech produkcji, odbyło się w jednym kontynuowanym posiedzeniu, mającym miejsce podczas sesji trwającej 11 intensywnych dni z rzędu.
Oprócz Carlile i dwojga braci Hanseroth, udział wzięli w nim Josh Neumann (wiolonczelista) oraz Matt Chamberlain (perkusista). Album ten oddaje współcześnie, w 2008, podobnie charakterystyczny, nieupiększony studyjnie folkowy dźwięk, wytworzony przez ensemble głównie wyposażone w tradycyjne instrumenty akustyczne (z dodatkami rockowymi, wzmocnieniem), czyli podobnie do efektu, co to w 1977 uzyskał gitarzysta Robert Fripp jako producent muzyczny debiutanckiego albumu folku miejskiego w wykonaniu harmonijnym trzech sióstr z New Jersey, czyli Maggie, Terre i Suzzy Roche jako zespołu The Roches nagraniem uznanym przez niego samego w dyskusjach i opatrzonego zwrotem audio verite (fr. dźwięk prawy/prawdziwy).
Rozpoznawalnym dla fanów i przedyskutowanym w kręgach muzycznych jest znamiennie zachrypły śpiew, przy całkowitej utracie w miejscach tonu, w samym środku piosenki, kiedy to wybrakowane akurat wykonanie wokalu wiodącego został uwieczniony zapisem cyfrowym, a był to po prostu niezamierzony skutek przetrenowania strun głosowych.
Ale zintegrowany muzycznie, efekt ten, tak przecież losowo uzyskany, jest oceniany dziś jako jej sygnaturka muzyczna, nagminnie rozpoznawalna. Sama Brandi Carlile ocenia wokal ów z perspektywy czasu jako "technicznie zły, emocjonalnie w sam raz". Carlile odwzajemniła się później, dosłownie pięknym za nadobne, zespołowi Indigo Girls, nagrywając dla nich wokale utworu "Last Tears", który ukazałl się na płycie Despite Our Differences.
W telewizji, amerykański serial Grey’s Anatomy wykorzystał w sumie cztery utwory muzyka: "Tragedy", "What Can I Say", "Throw it All Away" oraz "The story".
W kwietniu 2007 serial ten również przedstawił po raz pierwszy wideoklip w wykonaniu Brandi Carlile, przeznaczony do promocji właśnie przebojowego eponimicznego utworu "The Story", poprzecinanego fragmentami filmu serialu. 3 maja 2007 wyemitowano na kanale sieci telewizyjnej ABC (USA) rozszerzony, dwugodzinny epizod, w którym odtworzono wykonanie innego przeboju Carlile, piosenki folkowej "Turpentine", ale tym razem poprzecinanego promocyjnie fragmentami innego, pochodnego serialu Private Practice.
W listopadzie 2007, Carlile zawitała do Anglii, gdzie miały miejsce jej pierwsze koncerty w Wielkiej Brytanii, począwszy na koncercie w klubie Borderline w Londynie.
Za to w 2008, Carlile zagościła podczas angielskiego tournée Newtona Faulknera pięć razy. W marcu i kwietniu 2008 Carlile odbyła kolejne wielkie tournée, tym razem po Australii, z zespołami Maroon 5 oraz OneRepublic.
W kwietniu 2008, w trakcie koncertowania ponownie w Anglii, zagościła w studio Radio BBC2, stając się dosłownie rozgłośniona na cały świat przez internet w ramach programu Later... with Jools Holland.
Album The Story ukazał się w Wielkiej Brytanii 21 kwietnia 2008, a piosenka "Turpentine", jako pierwszy singiel, ukazała się 14 kwietnia 2008.
Folkowy przebój roku 2007, "The Story", wykorzystano szeroko w reklamach koncernu samochodowego General Motors, emitując je wiele razy specjalnie podczas Olimpiady w Pekinie, a i niezależnie, także w reklamie niemieckiego piwa Super Bock.

### Działalność charytatywna
Carlile pracowała z Reverb, grupą charytatywną (ang. non-profit) na rzecz ochrony środowiska, jesienią 2007.
W ramach podobnej akcji koncertowała z Ben Taylor w ramach happeningu Eden Presents‚Ä¶Alive in the World, czyli serii koncertów na rzecz organizacji Eden Florida (zwalczanie autyzmu u dzieci i dorosłych).

### Orientacja i kwestie genderu
W wywiadzie z 14 listopada 2002 z redaktorami czasopisma The Western Front, gazetą Western Washington University, Carlile określiła się jako lesbijka, zauważając przy tym, że nie spodziewa się reperkusji ze strony wytwórni płytowych. Powiedziała wówczas: "I think [not], that since it's not a big deal for me, that people subscribe to that.". Od tego czasu nie poruszyła tego tematu w mediach.

## Dyskografia

### Albumy
- Brandi Carlile (2005)
- The Story (2007)
- Give Up the Ghost (2009)
- Bear Creek (2012)
- Firewatcher's Daughter (2015)

### Minialbumy i demo
- Room for Me (2000)
- Open Doors (2002)
- We're Growing Up (2003)
- Acoustic (2004)
- Live from Neumo's (2005)
- Live at Easy Street Records (2007)
- Rhapsody Originals EP (2007) – wersja akustyczna rozprowadzana wyłącznie przez serwis Rhapsody.com

### Single
| Rok       | Singel      | Pozycja na liście | Pozycja na liście | Pozycja na liście                         | Pozycja na liście | Pozycja na liście  | Album     |
| Rok       | Singel      | Billboard Hot 100 | US Pop 100        | Australian Recording Industry Association | Lista z Norwegii  | Lista z Portugalii | Album     |
| --------- | ----------- | ----------------- | ----------------- | ----------------------------------------- | ----------------- | ------------------ | --------- |
| 2007/2008 | "The Story" | 75                | 92                | 44                                        | 4                 | 1                  | The Story |